# 닐 디그래스 타이슨
닐 디그래스 타이슨(영어: Neil deGrasse Tyson, 1958년 10월 5일 ~)은 미국의 천체물리학자이자, 대중 과학 운동가, 작가이다. 미국의 천문학자인 칼 세이건의 후계자로서, 다큐멘터리 《코스모스》의 2014년판의 호스트를 맡은 것으로 유명하며, 미국의 뉴욕에 위치한 헤이든 플라네타륨의 관리자로 있으며, 행성협회의 회원이다.

## 생애
뉴욕의 맨해튼에서 아프리카계 미국인 가정에서 태어났으며, 어린 시절의 대부분을 브롱크스에서 보냈다. 17세가 되던 해인 1975년 12월 20일에 닐 타이슨은 뉴욕주의 이사카를 방문하여, 그곳에서 살고 있던 천문학자인 칼 세이건을 만났고, 이때의 경험으로 인해 천체물리학자로서의 꿈을 키우게 된다. 하버드 대학교에서 학사 학위를 받은 그는 이어서 텍사스 대학교와 컬럼비아 대학교에 진학해 각각 석사와 박사 학위를 받았다. 2006년에는 명왕성이 행성으로 정의되는 데에 문제가 있음을 밝혀내고, 명왕성을 카이퍼 벨트에 소속된 소행성으로 분류할 것을 제안하였다. 이에 국제천문연맹이 새로운 행성의 정의를 발표하면서 명왕성이 행성에서 제외되자, 그의 주장이 인정을 받았다. 2014년에는 다큐멘터리 《코스모스》리메이크판의 새로운 호스트로 지명되어, 그 진행을 맡았다. 그리고 2015년에는 《닐 타이슨의 스타 토크》를 진행했다.

## 저서 및 논문
- 《우주 교향곡》
- 《스페이스 크로니클》
- 《날마다 천체물리》
- 《명왕성 연대기》
- 《블랙홀 옆에서》
- 《스타 토크》